# Vicente Pío Osorio de Moscoso y Ponce de León
 Vicente Pío Osorio de Moscoso y Ponce de León (Madrid, 22 de julio de 1801-Madrid, 22 de febrero de 1864) fue un aristócrata español, jefe de la Casa de Osorio. Ostentó 109 títulos de nobleza, catorce de ellos con grandeza de España, llegando a ser la persona más titulada de toda la historia de España.

## Vida y familia
Era hijo de Vicente Isabel Osorio de Moscoso y Álvarez de Toledo, que le había precedido en todos sus títulos, y de su esposa María del Carmen Ponce de León y Carvajal. Muy joven ingresa en el cuerpo de Pajes de la Corte, quedando huérfano de madre a los doce años. En 1821, con tan sólo veinte, se casó en el palacio de San Andrés de Burdeos con María Luisa Carvajal y Queralt, hija de José Miguel de Carvajal, II duque de San Carlos.
Su padre, liberal moderado, había servido en la Real Casa como caballerizo mayor de Fernando VII durante el Trienio Liberal por lo que, en 1823, había sido represaliado, cesándole el rey de tal puesto y retirándole la llave de gentilhombre grande de España con ejercicio y servidumbre. A pesar de los reiterados esfuerzos de su hijo el rey nunca lo rehabilitó. En 1837 falleció, heredándole en los numerosos títulos paternos. 
En 1842, la Ley de Desamortización de Mayorazgos que le hizo perder los territorios de sus cuantiosos mayorazgos (Osorio, Moscoso, Cárdenas, Fernández de Córdova, Guzmán, etc.), lo obligó a vender e hipotecar gran parte de sus propiedades rústicas. Viudo en 1843, enseguida entabló cercanía con la reina Isabel II y su primogénito y heredero, José María, emparentó en 1847 con la familia real al contraer matrimonio con la infanta Luisa Teresa de Borbón.
Isabel II lo nombró, en 1854, su caballerizo mayor y, tan sólo dos años después, su sumiller de corps que, como jefe de la Real Cámara, implicaba una enorme confianza de la reina. De hecho, no dudaría en casar a su hija Rosalía, en 1859, con José María Ruiz de Arana, conocido amante de la reina. Ejerció la sumillería hasta su fallecimiento, acaecido en Madrid en 1864. Tras su muerte se estableció una comisión testamentaria para garantizar el reparto de su cuantiosa herencia y títulos, encabezada por José Genaro Villanova cómo albacea.

## Títulos

### Principados
- Príncipe de Maratea (título creado por el rey Felipe IV en 1624 en el Reino de Nápoles, rehabilitado en 1981 como titulo español  marquesado)
- Príncipe de Aracena (Señorío jurisdiccional suprimido en 1812)
- Príncipe de Jaffa (título napolitano)
- Príncipe de Venosa (título napolitano)

### Ducados
- xv duque de Sessa (G.E.)
- xiii duque de Baena (G.E.)
- xiv duque de Soma (G.E.)
- xii duque de Sanlúcar la Mayor (G.E.)
- x duque de Medina de las Torres (G.E.)
- viii duque de Atrisco (G.E.)
- xvii  duque de Maqueda (G.E.)
- iv duque de Montemar (G.E.)
- xiv duque de Terranova (título napolitano)
- xiv duque de Santángelo (título napolitano)
- xiv duque de Andría (título napolitano)

### Marquesados
- xvii marqués de Astorga (G.E.P.C.)
- xii marqués de Almazán
- xiii marqués de Poza
- ix marqués de Mairena
- ix marqués de Leganés (G.E.)
- xi marqués de Velada
- viii marqués de Morata de la Vega
- ix marqués de Monasterio
- xv marqués de Ayamonte
- x marqués de Villamanrique
- xii marqués de Velada (G.E.)
- x marqués de la Villa de San Román
- xvii marqués de Elche
- ix marqués de Castromonte (G.E.)
- xii marqués de Montemayor
- ix marqués del Águila

### Condados
- xiii conde de Altamira[2] (G.E.)
- xix conde de Palamós
- xv conde de Trivento (título napolitano suprimido)
- xv conde de Avelino (título napolitano)
- xiv conde de Oliveto
- xix conde de Cabra (G.E.P.C.)
- xvii conde de Monteagudo de Mendoza
- xii conde de Losada
- x conde de Arzacóllar
- xix conde de Trastámara
- xix conde de Santa Marta de Ortigueira
- xii conde de Lodosa
- xi conde de Saltés
- xx conde de Nieva
- vi conde de Garcíez
- conde de Cantillana
- v conde de Valhermoso

### Vizcondados
- xxiv vizconde de Iznájar

### Baronías
- xxiv barón de Bellpuig
- xv barón de Calonge
- xvi barón de Liñola

Fue además recepcionario de los cargos hereditarios de guarda mayor del reino de Castilla, Alférez mayor del pendón de la Divisa del rey, gran almirante de Nápoles, gran canciller de Italia, del Consejo de Hacienda, canciller de las audiencias de Indias y adelantado mayor del Reino de Granada.